# Аръс (град)
Вижте пояснителната страница за други значения на Аръс.
Аръс (на казахски: Арыс, на руски: Арыс) e град в Южен Казахстан с ранг на самостоятелен район в Туркестанска област. Разположен е в близост до река Аръс, на 150 км югоизточно от областния център Туркестан.

## История
Възниква във връзка с построяването на Ташкентската железница по направлението Оренбург-Ташкент през 1905 г. Гарата в Аръс е построена през 1907 г. В града са запазени редица сгради и постройки от периода 1902-1905 г. През 1932 г. Аръс получава статут на работническо селище, а през 1956 г. е обявен за град.
На 24 юни 2019 г. на територията на близкото военно поделение възниква експлозия. От силната ударна вълна близките сгради са повредени. Цялото население на града (над 40 000 души) е евакуирано. Загиват 4-ма души, а 89 души са хоспитализирни.

## Икономика
Днес градът е важен жп възел на две големи линии – Трансаралската железница (Оренбург-Аръс-Ташкент) и Туркестан-Сибирската железница (Аръс-Алмати-Барнаул). Икономиката му е съсредоточена главно в селското стопанство (зърно, памук, добитък). Има и някои индустрии, свързани с железопътния профил на града, като завод за импрегниране на траверси, завод за ремонт на електрически локомотиви и вагоноремонтен завод.